# Юнацький чемпіонат Південної Америки з футболу (U-15)
Юнацький чемпіонат Південної Америки з футболу (U-15) — (ісп. Campeonato Sudamericano de Fútbol Sub-15) — міжнародне футбольне змагання серед юнацьких національних футбольних збірних Південної Америки. Чемпіонат проводиться керуючим органом південноамериканського футболу КОНМЕБОЛ, і брати участь в ньому можуть юнаки не старші 15 років. Чемпіонат проводиться раз на 2 роки. У першому турнірі 2004 року брали участь юнацькі збірні у віці до 16 років.

## Результати
| 2004 Details | Парагвай  | Парагвай  | 0–0 (5–3 пен.) | Колумбія  | Аргентина | Не проводився | Уругвай |
| 2005 Деталі  | Болівія   | Бразилія  | 6–2            | Аргентина | Парагвай  | 1–0           | Болівія |
| 2007 Деталі  | Бразилія  | Бразилія  | [ 1 ]          | Уругвай   | Аргентина | [ 1 ]         | Чилі    |
| 2009 Деталі  | Болівія   | Парагвай  | [ 1 ]          | Бразилія  | Еквадор   | [ 1 ]         | Уругвай |
| 2011 Деталі  | Уругвай   | Бразилія  | [ 1 ]          | Колумбія  | Аргентина | [ 1 ]         | Уругвай |
| 2013 Деталі  | Болівія   | Перу      | 1–0            | Колумбія  | Аргентина | 2–1           | Чилі    |
| 2015 Деталі  | Колумбія  | Бразилія  | 0–0 (5–4 пен.) | Уругвай   | Аргентина | 1–0           | Еквадор |
| 2017 Деталі  | Аргентина | Аргентина | 3–2            | Бразилія  | Парагвай  | Не проводився | Перу    |

## Досягнення збірних
| Збірна    | Чемпіон                    | 2 місце              | 3 місце                          | 4 місце              |
| --------- | -------------------------- | -------------------- | -------------------------------- | -------------------- |
| Бразилія  | 4 (2005, 2007, 2011, 2015) | 2 (2009, 2017)       |                                  |                      |
| Парагвай  | 2 (2004, 2009)             |                      | 2 (2005, 2017)                   |                      |
| Аргентина | 1 (2017)                   | 1 (2005)             | 5 (2004, 2007, 2011, 2013, 2015) |                      |
| Перу      | 1 (2013)                   |                      |                                  | 1 (2017)             |
| Колумбія  |                            | 3 (2004, 2011, 2013) |                                  |                      |
| Уругвай   |                            | 2 (2007, 2015)       |                                  | 3 (2004, 2009, 2011) |
| Еквадор   |                            |                      | 1 (2009)                         | 1 (2015)             |
| Чилі      |                            |                      |                                  | 2 (2007, 2013)       |
| Болівія   |                            |                      |                                  | 1 (2005)             |